# Taikyoku Kake uke
Taikyoku Kake uke è un kata di karate, maggiormente noto nello stile del Gōjū-ryū.

## Caratteristiche nello stile Gōjū-ryū
Taikyoku Kake uke è il quinto kata di karate  dello stile Gōjū-ryū.
I kata del Goju-Ryu, che iniziano col nome taikyoku, fanno parte dei kata di base, detti Taikyoku kata.
Taikyoku vuole dire "primo corso/percorso", mentre "kake uke" significa "parata a gancio".
La parola Taikyoku deriva dall'arte cinese del Tai Chi, ma vi è somiglianza solo nel significato: l'idioma indica "che ha origine dall'universo" e viene usato per indicare qualsiasi cosa che si ritiene eterna.
Il Taikyoku Kake uke è stato creato da Gichin Funakoshi.
Di solito viene eseguito per la cintura verde, assieme ad un kata intermedio (Fukyu kata): il kata Gekisai Dai Ni.

## Tecniche del kata nello stile Gōjū-ryū
In posizione di Sanchin Dachi si esegue il Kake Uke e si fa poi un Mae Geri e scendendo in Zenkutsu Dachi si esegue un Mae Hiji Hate.
Il movimento del kata è ad "H", movimento comune a tutti i kata Taikyoku.